# Línia 4 (EMT València)
La línia 4, també anomenada Port/Natzaret - Pl. de l'Ajuntament, és una línia d'autobús de l'Empresa Municipal de Transports de València (EMT) que enllaça el barri portuari de Natzaret, als Poblats Marítims, amb el carrer del poeta Querol, al centre de la ciutat.

## Història
La línia té el seu precedent en la línia de tramvies operada per la Companyia de Tramvies i Ferrocarrils de València (CTFV) i des de 1964 per la SALTUV, ja de titularitat municipal. El 20 de juny de 1970 es canvien els tramvies per troleibusos i finalment per autobusos el febrer de 1976. També el 1970 s'amplia el recorregut des de les torres dels Serrans fins a la plaça de Saragossa (actual plaça de la Reina). Des de 1985, el recorregut de la línia arriba fins a la plaça de l'Ajuntament i el 3 de juny del mateix any la línia s'amplia fins a Natzaret (Poblats Marítims). Al gener de l'any 2004 tots els autobusos de la línia passen a ser de plataforma baixa i amb rampa. El 16 de gener de 2006, al deixar-se l'avinguda del Port en direcció vers la mar, la línia canvia el seu itinerari de tornada, per Joan Verdaguer - Illes Canàries. L'1 de juliol de 2013 deixa de passar en ambdues direccions per l'avinguda Enginyer Manuel Soto per tal de passar per la dàrsena i la terminal de creuers. Més tard, el 26 de juny de 2016, la línia torna a passar per l'avinguda de l'enginyer Manuel Soto.

## Recorregut
| Codi | Parada                                       | Correspondència amb:                                        | Quilòmetre |
| ---- | -------------------------------------------- | ----------------------------------------------------------- | ---------- |
| 2014 | Poeta Querol - Barques                       | L6 i L31                                                    | n/a        |
| 2281 | Pintor Sorolla - A. Magnànim                 | L6, L8, L8, L10, L11, L31, L32, L70, L71, L81, N2, N8 i N10 | n/a        |
| 2250 | Porta de la Mar - Navarro Reverter           | L10, L13, L94, L95 i N8                                     | n/a        |
| 2206 | Pl. Amèrica - Navarro Reverter               | L10 i L94                                                   | n/a        |
| 1615 | Port - Saragossa                             | L92 i N8                                                    | n/a        |
| 1616 | Port - Eduard Boscà                          | L92 i N8                                                    | n/a        |
| 1617 | Port - Riu Escalona                          | L92 i N8                                                    | n/a        |
| 1618 | Port - Tomàs Montañana                       | L30, L92 i N8                                               | n/a        |
| 1619 | Port - Cases Carbonell                       | L30, L92 i N8                                               | n/a        |
| 2027 | Port - Trafalgar                             | L30, L92 i N8                                               | n/a        |
| 1621 | Port - Noguera                               | L30, L92 i N8                                               | n/a        |
| 1622 | Port - Eivissa                               | L30, L92 i N8                                               | n/a        |
| 1623 | Port - Pare Porta                            | L19, L30, L92, N8 i N9                                      | n/a        |
| 1624 | Port - Joan Josep Sister                     | L30 i N8                                                    | n/a        |
| 58   | Manuel Soto Enginyer - Estació               | L30, L95 i N8                                               | n/a        |
| 59   | Manuel Soto Enginyer - Comandància Marina    | L30, L95 i N8                                               | n/a        |
| 60   | Manuel Soto Enginyer - Pont de les Drassanes | L30, L95 i N8                                               | n/a        |
| 61   | Major de Natzaret - Vilanova i Piera         | L30, L95 i N8                                               | n/a        |
| 62   | Major de Natzaret - Moraira                  | L30, L95 i N8                                               | n/a        |
| 1980 | Major de Natzaret - Castell de Pop           | L30, L95 i N8                                               | n/a        |
| 2224 | Ignacio de Zuloaga - Castell de Pop          | L15 i L30                                                   | n/a        |
| 66   | Punta al Mar - Camí Canal                    | L30                                                         | n/a        |
| 2122 | Punta al Mar - Algemesí                      | L30                                                         | n/a        |
| 1310 | Manuel Carboneres - Sant Francesc de Paula   | L30                                                         | n/a        |
| 1585 | Castell de Pop - Jesús Natzaré               | L30                                                         | n/a        |

## Horaris
| 4         | Poeta Querol  | Poeta Querol  | Natzaret      | Natzaret      |
| 4         | Primer servei | Darrer servei | Primer servei | Darrer servei |
| Feiners   | 06:15         | 22:05         | 05:50         | 22:15         |
| Dissabtes | 06:30         | 22:05         | 06:05         | 22:10         |
| Festius   | 07:10         | 22:00         | 06:45         | 22:15         |